# Historia del SITVA
La historia del SITVA se remonta a la década de 1950, para ese entonces el municipio ya contaba con un sistema de transporte público organizado; para esa década, la alcaldía de Medellín contrató al arquitecto español Josep Lluís Sert y al urbanista austriaco Paul Lester Wiener, quienes elaboraron un Plan Piloto para Medellín.
La primera línea, la línea A del metro de Medellín, fue inaugurada el 30 de noviembre de 1995 por los entonces: presidente de la República Ernesto Samper Pizano, el alcalde de Medellín Sergio Naranjo Pérez, el gobernador de Antioquia Álvaro Uribe Vélez y Alberto Valencia Ramírez, gerente de la ETMVA. Posteriormente se habilita la Línea B el 28 de febrero de 1996 y finalmente entra en operación todo del sistema del metro el 30 de septiembre de 1996 con la inauguración del tramo entre la estación Poblado y la estación Itagüí.

## Antecedentes

### Tranvía
Durante el siglo XIX, el medio de trasporte predominante en la ciudad eran los vehículos de tracción animal. El 23 de enero de 1887, entra a funcionar el servicio de «tranvía de mulas» también conocido como «tranvía de sangre». En 1899, Carlos Corialono Amador Fernández, empresario y filántropo antioqueño, estrenó el primer vehículo particular que rodó por las calles de Medellín.
Durante el siglo XX, en 1913, Ricardo Olano importó de Alemania algunos vehículos de transporte público, sin embargo no pudieron ser usados por las condiciones de las vías de la ciudad. En 1919 se iniciaron los trabajos del tranvía eléctrico. En octubre de 1921, se inauguró la primera línea del tranvía: La América con 4.68 km. En noviembre de este mismo año, comenzó la operación de la línea del barrio Buenos Aires. En 1923, el tranvía contaba con cuatro líneas y 12 carros y movilizaba cerca de 9150 pasajeros diarios. En noviembre de 1927, entró en operación la última línea del tranvía, que se llamaba El Salvador y tenía una extensión de 2.03 km. En la década de 1920, también circuló el bus eléctrico conocido como Los Ángeles. Su trayecto era entre la estación Cisneros del Ferrocarril de Antioquia y el barrio Los Ángeles. Para 1930, ya circulaban por las calles de Medellín algunos buses de servicio público. En 1950, el bus toma auge, debido a que era un servicio más versátil porque podían cubrirse más rutas que fueron necesarias por el crecimiento de la ciudad.

### Buses
Liquidada la empresa del tranvía, Medellín empezó a organizar un sistema de transporte de buses a gasolina. La llamada tercera sección de la Empresa de Servicios Públicos de Medellín, y más tarde de las Empresas Varias de Medellín, fueron las oficinas encargadas de manejar este servicio para la comunidad, pero con tan mal resultado que éste hubo de ser liquidado en el año de 1965, en vista del lastre económico que significaba para la administración municipal. En el momento de liquidación de la empresa eran tan malas sus situaciones que por cada bus existente había que pagar tres conductores, lo que significaba que mientras uno trabaja dos descansaban en los talleres. Ante la situación creada, se pensó entonces por primera vez en un sistema de transporte que integrara el Valle de Aburrá. Existía la vía férrea que unía a Medellín con los municipios del norte del valle, como un ramal del ferrocarril a Puerto Berrío, y la que comunicaba también a Medellín con los municipios del sur del Aburrá, ramal del antiguo ferrocarril de Amagá. Por otra parte, la canalización del río Medellín había dejado a lado y lado del cauce del mismo unas amplias fajas que habían sido cedidas al municipio por la nación y, por una de estas fajas, podía hacerse correr el tren que integraría todo el Valle.
A lo anterior hay que agregar otras ventajas que presentaba el proyecto. En el viejo ferrocarril de Antioquia se había formado un personal idóneo que había laborado en los famosos talleres de Bello y ese personal era capaz de construir muchos de los implementos necesarios para poner en marcha el proyecto de Transporte del Aburrá.
Inclusive se constituyó una empresa encargada de promover y poner en ejecución la obra. Dicha empresa llevó el nombre Transporte Masivo del Valle de Aburrá, que fue dirigida y orientada por personajes del sector empresarial antioqueño. Sin embargo, a pesar de estas favorables circunstancias, el proyecto nunca pudo convertirse en realidad, y fue entonces cuando surgió la idea del metro.

### El Plan Director de Medellín

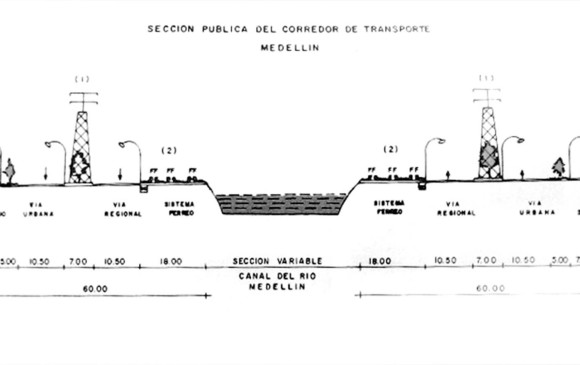
Sección pública del corredor de transporte alrededor del río Medellín

Aprovechando la faja cedida por la nación después de la canalización del río, se proyectó un sistema de transporte masivo con criterio optimista, por decir lo menos. En primer lugar se habló de un volumen de pasajeros irreal de un millón de personas diariamente, demanda que, lógicamente, dio como resultado un diseño sobredimensionado, razón suficiente para que un presupuesto inicial de la obra calculado en US$580 000 000 (quinientos ochenta millones de dólares) se convirtiera en US$2 174 000 000 (dos mil ciento setenta y cuatro millones de dólares), es decir, que casi se cuadriplica.
El Plan Piloto de Medellín realizado por los arquitectos Josep Lluís Sert y Paul Lester Wiener nace a partir de la expedición de la Ley 88 de 1947 que por primera vez incluye la obligación de elaborar planes reguladores para direccionar y reorientar el desarrollo urbano de las ciudades. Este estudio realiza por primera vez una planificación física del territorio de alcance metropolitano que involucraba las obras de canalización del río Medellín, la infraestructura vial, el uso del suelo, la industria y las áreas residenciales.
El plan piloto fue adoptado mediante el Decreto Municipal 683 de 1951, posteriormente, con base en las directrices de este, pero con algunas modificaciones, se expide el acuerdo 92 de 1959 como Plan Director de Medellín. A partir de la creación de la Oficina de Planeación Municipal en 1960 se establece como proyecto prioritario el denominado Espina Dorsal del Valle de Aburrá, incorporándose en el Plan Vial de 1970, el cual buscaba reservar en la zona del río, una franja de 60 metros a cada costado para los proyectos de canalización, el plan de vías, los puentes, la red de colectores de aguas grises y negras, la red de energía eléctrica, la red férrea nacional y una red de transporte masivo.
Pero además de la sobre estimación de los pasajeros a movilizar, que ya por sí indujo a errores en el estimativo presupuestal, los cambios hechos al diseño original implicaron, necesariamente, un encarecimiento del proyecto. La línea que inicialmente recorrería la orilla del río fue trasladada al centro de la ciudad lo que obligó a la construcción de un costoso tramo elevado, que nadie sabe, hasta hoy, cuál fue el mayor valor que representó. Ahora al menos se ha tratado de corregir los errores que inicialmente se presentaron al momento pero que no fueron tenidos en cuenta. Una de las áreas que alberga mayor población en Medellín es la zona nororiental, que se extiende desde el barrio Manrique hasta el municipio de Bello. A los habitantes de ese sector el tren tal como fue concebido no los beneficiaba, pues llegaban primero al centro de la ciudad en el rutinario bus, que a cualquier estación del sistema de transporte masivo. Por eso el Metrocable —impulsado por el grupo de dirección del metro en el 2005—, es una importante innovación, que no sólo sirve para integrar la comunidad, sino que también para agregarle pasajeros al Metro.
Fue durante la administración del alcalde Jorge Valencia Jaramillo, en el año de 1978, cuando por primera vez se habló del sistema de transporte masivo.
En 1979 da inicio la elaboración de los estudios de factibilidad técnica y económica del metro, los cuales fueron realizados por la firma Mott, Hay and Anderson Ltda., y cuyo contrato se extendió hasta desarrollar los pliegos de la licitación internacional. Para llevar a cabo el proyecto, se asociaron en partes iguales Medellín y Antioquia, posibilitando la creación de la empresa Metro de Medellín Ltda.

### Metropolitana del Aburrá S.A.
El 8 de mayo de 1969 se constituye la Sociedad Promotora del Sistema de Transporte Masivo y Terminales de Transporte del Valle de Aburrá S.A., también llamada Metropolitana del Aburrá S.A., su objetivo era construir y explotar una o más terminales de transporte de pasajeros y establecer un sistema de transporte masivo para el Valle de Aburrá. Para 1971 la firma Integral Ltda presentó el documento Estudio de transporte en el área metropolitana del Valle de Aburrá que analizó la población, los estimativos de crecimiento, movimientos de pasajeros y flujos de población estableciendo una matriz origen destino de los desplazamientos.
Se realizó una clasificación de viajes de acuerdo a su motivación y a los focos de concentración de viajes en la región que establecieron las rutas para el eje troncal de un sistema de transporte masivo, con énfasis en una tipología férrea que utilizara la infraestructura existente y las rutas de alimentación para este, al igual que los equipos, capacidad de transporte, características del sistema motor y un análisis preliminar de factibilidad técnica y económica.

### Empresa de Transporte Masivo del Valle de Aburrá (ETMVA)
El Departamento de Antioquia y el Municipio de Medellín realizan en 1977 un estudio de anteproyecto para un sistema de transporte masivo con la asesoría de las firmas Francorail y Sofrerail denominado Anteproyecto de transporte masivo para el Valle de Aburrá, el cual planteaba un sistema férreo de conexión suburbana entre Bello e Itagüí, con la posibilidad de atender al centro de Medellín con una estación. Posteriormente, la Oficina del Plan Metropolitano en conjunto con la Empresa de Desarrollo Urbano del Valle de Aburrá  (EDUVA), fijan los criterios generales del sistema y publican el estudio Línea de transporte rápido masivo del Valle de Aburrá, planteando una línea de tren eléctrico desde el sector de Niquía en Bello hasta Itagüí, utilizando el espacio del corredor del paralelo al río Medellín reservado para el transporte masivo, de igual forma el documento enfatizó la creación de una empresa para su diseño e implementación.
La Asamblea Departamental de Antioquia y el Concejo de Medellín, mediante la ordenanza 42 del 30 de noviembre de 1977 y el Acuerdo 31 de 13 de diciembre de 1977, autorizan la creación de la Empresa de Transporte Masivo del Valle de Aburrá (ETMVA). Su objetivo era adelantar los estudios para el diseño, la construcción, la operación y la administración de un sistema de transporte masivo. El 31 de mayo de 1979 se perfecciona la constitución de la ETMVA como empresa industrial y comercial del estado colombiano de responsabilidad limitada.

## El proyecto del Metro de Medellín

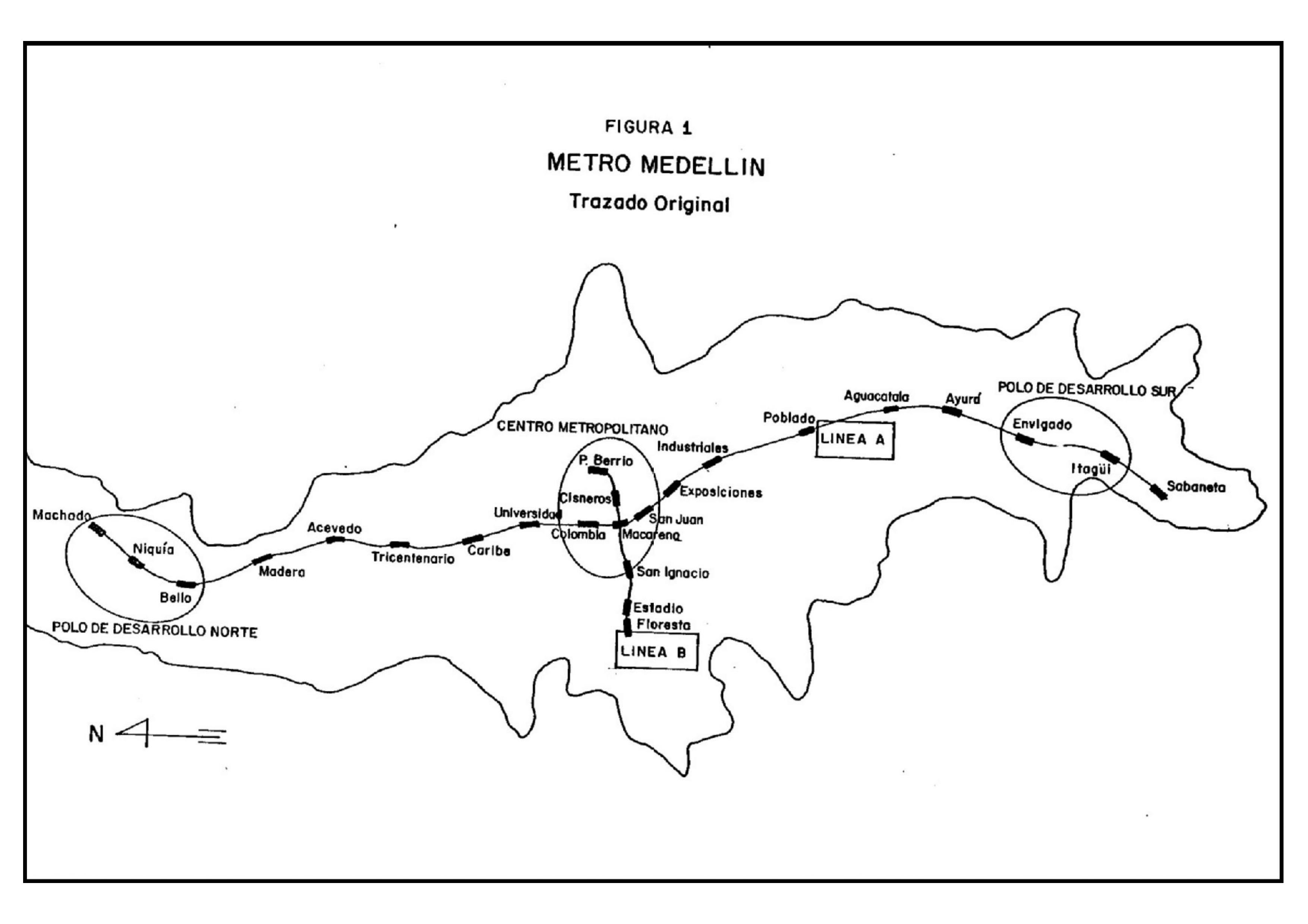
Trazado inicial del Metro de Medellín

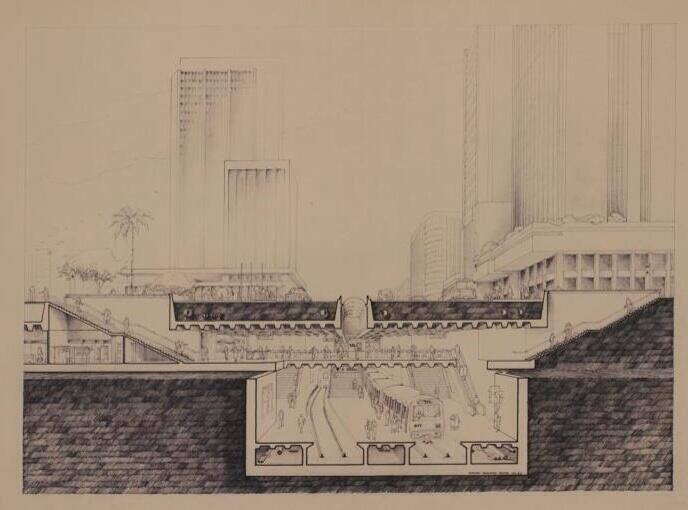
Imaginario estación Parque Berrío

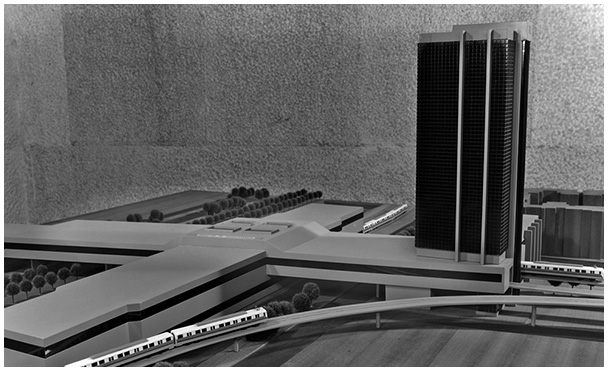
Maqueta de la estación La Macarena

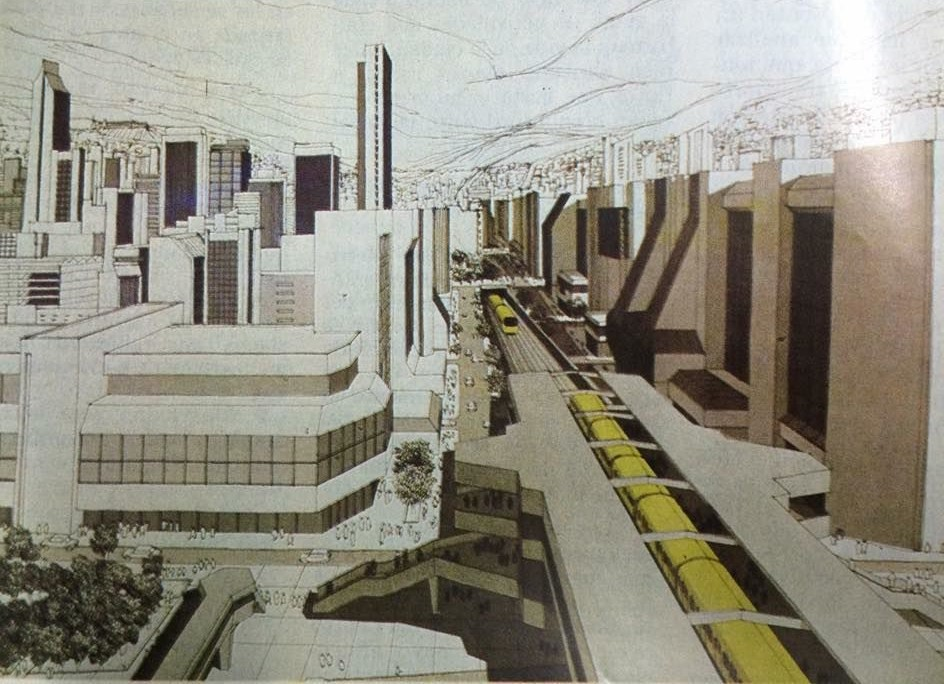
Imaginario Estación Cisneros

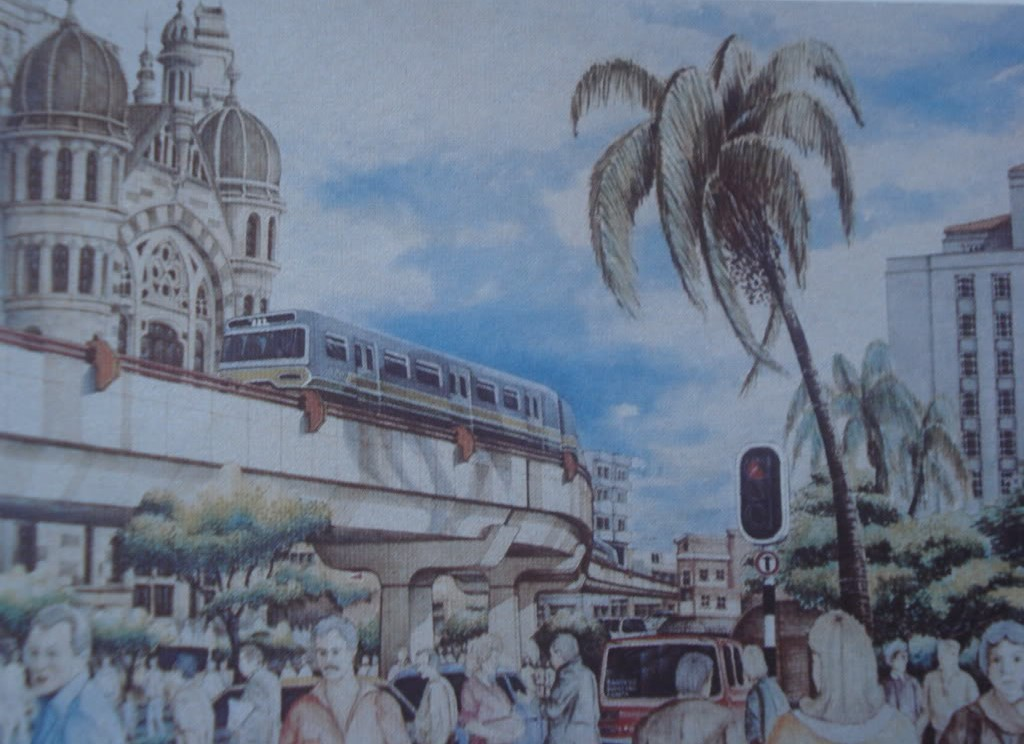
Imaginario del viaducto sobre la carrera 51 avenida Bolívar.

La primera acción de la ETMVA fue la apertura de un concurso de méritos para la elaboración de un estudio de factibilidad técnica y financiera, el cual se adjudica a la consultora británica Mott, Hay & Anderson International Limited y al banco Kleinwort Benson. La selección de la tecnología para el corredor se hizo con base en una evaluación de sistemas donde se consideraron las siguientes alternativas: autobús a diésel o gasolina, autobús eléctrico o trolebús, tren rápido liviano y tren rápido pesado.
Dicha evaluación confronta las distintas alternativas con su capacidad de satisfacer una serie de criterios del nivel nacional y metropolitanos. El informe Selección del sistema y su factibilidad técnica y económica realizado por la consultora fue entregado al Departamento Nacional de Planeación (DNP) en noviembre de 1979 y posteriormente actualizado en 1981.
El diseño presentado al DNP del tren metropolitano de Medellín, por la ETMVA y las firmas consultoras, consistía en dos líneas principales, una longitudinal a lo largo del río Medellín entre la localidad de Machado en Bello y el municipio de Sabaneta, con una longitud de 26 km y una transversal de 3,6 km de longitud entre el parque de Berrío y el barrio La Floresta.
La línea longitudinal del proyecto, diseñada para un tren de superficie, aprovechaba la franja de terreno de 18 metros reservada por el municipio. La línea transversal planteaba un túnel de aproximadamente 900 metros, partiendo desde la estación Parque de Berrío, saliendo a superficie antes de la estación Cisneros, para luego conectarse mediante viaducto a una estación en el sector de la Plaza de toros La Macarena, continuando su recorrido elevado sobre la quebrada La Hueso hacia el occidente.
El gobierno nacional, mediante el DNP solicita la colaboración de la Organización de las Naciones Unidas para realizar la evaluación del proyecto presentado por la ETMVA, para esto se contó con la asesoría de dos grupos, uno francés conformado por Michel Bigey y Antoine Hunel y uno colombiano conformado por Gustavo Esguerra y Álvaro Pachón, ambos grupos elaboran sus estudios de forma independiente.
El 3 de octubre de 1981, se presentan los estudios Informe evaluador del proyecto Tren Metropolitano de Medellín, del equipo colombiano, y Revisión de estudios del Metro del Valle de Aburra, del equipo francés. Las conclusiones del análisis realizado por ambos grupos difieren mucho entre sí y se alejan de forma significativa del estudio inicial de la ETMVA, a raíz de esto, el DNP realiza la conciliación de las conclusiones presentadas por ambos estudios.
El 17 de febrero de 1982, el DNP, en el documento CONPES 1.886, presenta observaciones al proyecto del Metro de Medellín a partir de las conclusiones presentadas en los informes de validación. Se recomendó la construcción de una sola línea que atravesara la ciudad de norte a sur pasando por el centro y suprimiendo para la primera etapa las estaciones más extremas, ya que el diseño en forma de cruz podría tener problemas operativos que se presentarían en la estación terminal del Parque Berrío.
Se realizaron también observaciones con respecto a la medición del costo del material rodante, el costo de la energía eléctrica, los beneficios por la valorización del suelo y los beneficios por ahorro en movilidad. Finalmente se concluye con la necesidad de profundizar en las observaciones y dudas del informe para que la ETMVA presentara nuevamente el proyecto ante el DNP a fin de continuar con el proceso.
Para septiembre de 1982, la ETMVA, cumpliendo a las recomendaciones del CONPES 1.886  puso nuevamente a consideración del DNP la solicitud para contraer endeudamiento externo para la totalidad del costo del proyecto, incluyendo el componente nacional, así como la garantía de la nación para amparar dicho endeudamiento. El DNP aprueba el endeudamiento por US$656 280 000 en el CONPES 1957 del 13 de diciembre de 1982. En el mismo documento se establece la claridad que la modalidad de contratación del proyecto será del tipo llave en Mano y que el trazado final de las líneas serían resueltos con los diseños definitivos que serán parte integral del contrato.

### Licitación internacional
La junta de la ETMVA autoriza a su gerente para que realice trámites conducentes a la licitación y el posterior perfeccionamiento de un contrato llave en mano para el diseño, construcción, suministro y puesta en marcha del proyecto. En enero de 1983, mediante oficio, el DNP dio concepto positivo para gestionar la contratación de los empréstitos externos. El 17 de febrero, mediante la resolución ministerial n.º 00455, se autoriza a la empresa gestionar la contratación de créditos externos y fija las condiciones que estos créditos deben llevar. Posteriormente otras resoluciones la complementaron y ampliaron su plazo de vigencia y modificaron las condiciones financieras de los intereses.
| Créditos iniciales del Metro de Medellín |      |        |                |
| Prestamista                              | Año  | Moneda | Monto          |
| Banco exterior de España                 | 1984 | USD    | 30 000 000     |
| Banco exterior de España                 | 1984 | ESP    | 37 828 871 000 |
| Credit Suisse                            | 1984 | CHF    | 32 663 000     |
| Dresdner Bank A.G.                       | 1984 | DEM    | 533 238 881    |
| Dresdner Bank A.G.                       | 1984 | DEM    | 130 000 000    |
| Instituto de Crédito Oficial             | 1984 | ESP    | 4 468 000 000  |
| Kreditanstalt fur Wiederaufbau           | 1984 | DEM    | 265 738 881    |
| Kreditanstalt fur Wiederaufbau           | 1984 | DEM    | 180 282 250    |
| Kreditanstalt fur Wiederaufbau           | 1984 | DEM    | 141 506 516    |
| Kreditanstalt fur Wiederaufbau           | 1984 | DEM    | 130 000 000    |

En julio de 1983, cumplidos los requisitos de ley, se ordena la apertura de la Licitación Pública Internacional n.º 001-83, cuyo objeto era el diseño detallado, construcción, suministro, transporte, nacionalización, entrega en funcionamiento y capacitación del personal para el metro de la ciudad de Medellín y el Valle de Aburrá.
En agosto la ETMVA inicia el estudio de las once propuestas presentadas, cuyos proponentes fueron: Consorcio Metro de Medellín (Belga); Consorcio Colombo-Brasilero; Consorcio Internacional Metro de Medellín (CIMM); Consorcio Grupo Francés S.G.T.E - Francorail; Consorcio Japonés-Americano; Grupo Mecolin; Consorcio Ansco; Consorcio España-República Democrática Alemana; Consorcio Grupo de Transporte Metropolitano (Canadiense): Consorcio Hispano-Alemán; Consorcio Hispano-Francés.
La ETMVA adjudica la licitación el 24 de noviembre de 1983, mediante resolución ID - 006, al Consorcio Hispano-Alemán por un valor total equivalente de 580 millones de dólares estadounidenses, la interventoría con las firmas Integral, Mejía Villegas y Electrowatt por 52 millones de dólares estadounidenses; totalizando 632 millones de dólares estadounidenses. La financiación de la obra se adjudicó al grupo conformado por: KfW (Kreditanstalt fur Wiederaufbau), Dresdner Bank A.G., Banco exterior de España, Gobierno Alemán y Gobierno Español. Algunos de los consorcios no escogidos reclaman ante el presidente Belisario Betancur, por presuntas irregularidades en la adjudicación, por lo que a solicitud de este la Procuraduría General de la Nación abre investigación sobre la adjudicación del contrato.

### Construcción

#### Inicio de la obra

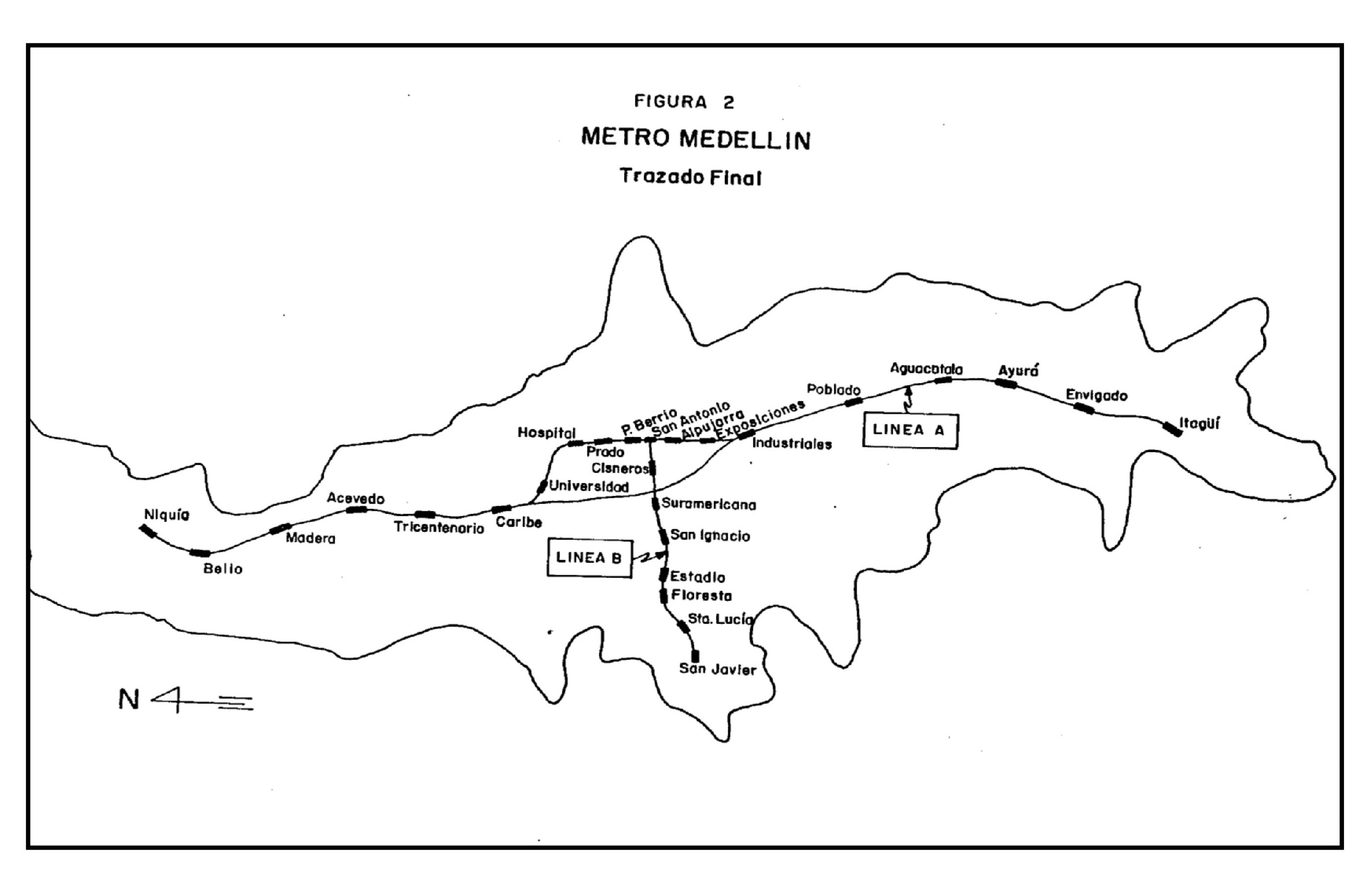
Trazado definitivo del Metro de Medellín

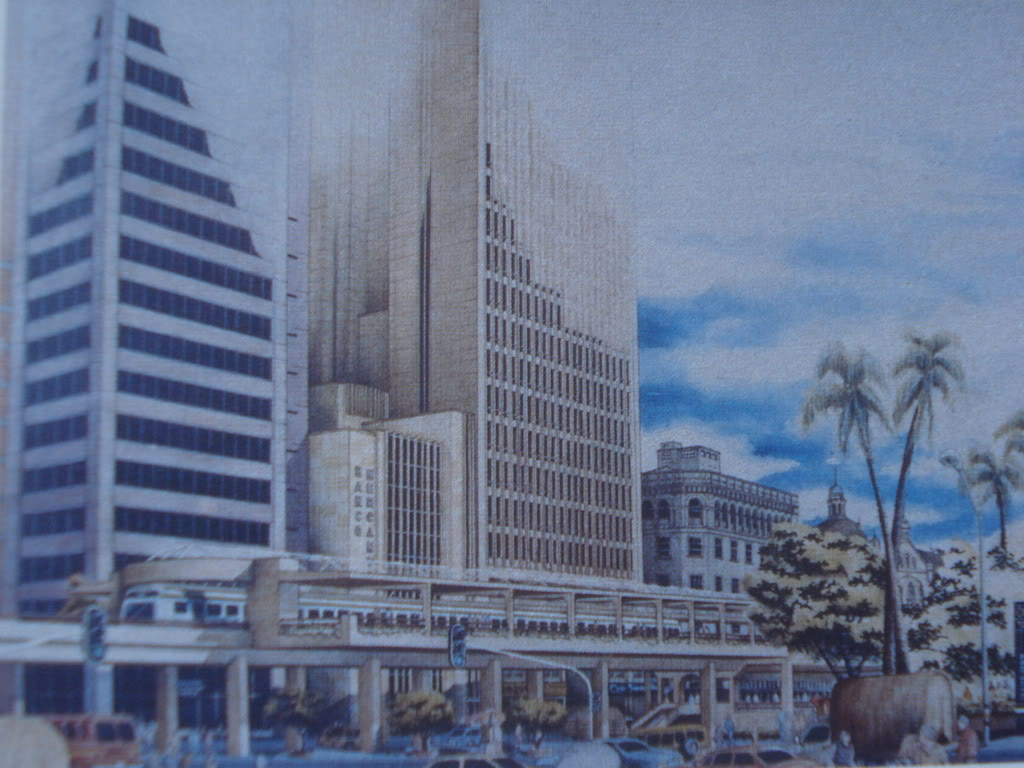
Imaginario de la estación Parque Berrío

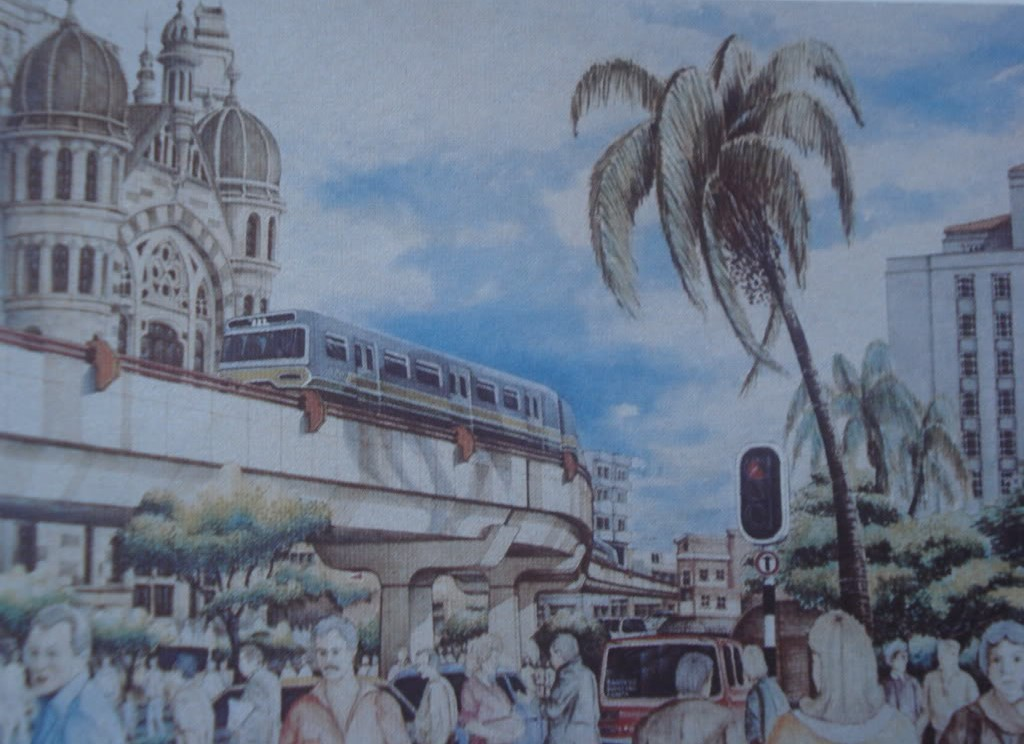
Imaginario Carrera Bolívar

En enero de 1984, con base en el estudio Evaluación técnico económica de llegada al centro y variante Bolívar, realizado conjuntamente por la ETMVA y por consultores nacionales, se estableció el trazado, el cubrimiento y las características de construcción definitivas para el proyecto. Los cambios establecidos en las líneas buscaban atraer una mayor demanda, al aumentar el cubrimiento del servicio y garantizar una mayor eficiencia en la operación. Con el cambio en el trazado del sistema se aplazaron obras no prioritarias como algunos tramos de la canalización del río Medellín, el taller auxiliar en Itagüí, parte de los talleres en Bello, los edificios de parqueaderos y el terminal de buses interurbanos. Estas variaciones en las obras, a dólares de 1983, generaron un cambio en el valor total del proyecto de 636 100 000 (seiscientos treinta y seis millones cien mil dólares) a 643 500 000 (seiscientos cuarenta y tres millones quinientos mil dólares).
Para junio de 1984, la Procuraduría General de la Nación se abstiene de abrir investigación disciplinaria contra la junta directiva de la ETMVA por el proceso de adjudicación. El 3 de julio, la Controlaría General de la Nación presenta el documento Auto de conclusiones e informe final investigación fiscal. Licitación Pública Internacional Tren Metropolitano de Medellín. Para ese mismo mes se confirma el contrato entre la ETMVA y el Consorcio Hispano-Alemán.
El DNP, mediante el oficio UIP-36-869-84, da concepto favorable y definitivo sobre la contratación de los créditos externos y en agosto de 1983 la Junta Monetaria avala la contratación de los créditos externos. En septiembre el Consejo de Ministros expide las resoluciones 180 y 181 autorizando la celebración de los empréstitos con el grupo de bancos, estas autorizaciones se expidieron sujetas al otorgamiento de contragarantías en favor de Colombia. Entre septiembre y noviembre se firman los contratos de financiación con el Kreditanstalt fur Wiederaufbau, el Dresdner Bank A.G., el Banco Español de Crédito, el Credit Suisse, el Banco Exterior de España y el Instituto de Crédito Oficial.
En febrero de 1984, la Contraloría General de la Nación aprueba los contratos de financiación y construcción, así como las contragarantías del departamento de Antioquia y el municipio de Medellín dadas a la nación. El 30 de abril de 1985, se da la orden al consorcio para dar inicio a los trabajos de construcción del metro.

#### Parálisis de la obra
Para 1987, ya se había realizado la canalización del río Medellín en el tramo norte del proyecto, se había comenzado con la construcción de los patio talleres en Bello, se dio inicio a la ampliación de la carrera Bolívar y los viaductos de la Línea A en el centro de la ciudad, con respecto a la fabricación de los equipos electromecánicos, estos se encontraban bastante adelantados en Alemania y España. El proyecto acumulaba para ese año un retraso de 23 meses con respecto al cronograma inicial y de acuerdo con el programa, se tenía presupuestado terminar el proyecto en mayo de 1990.

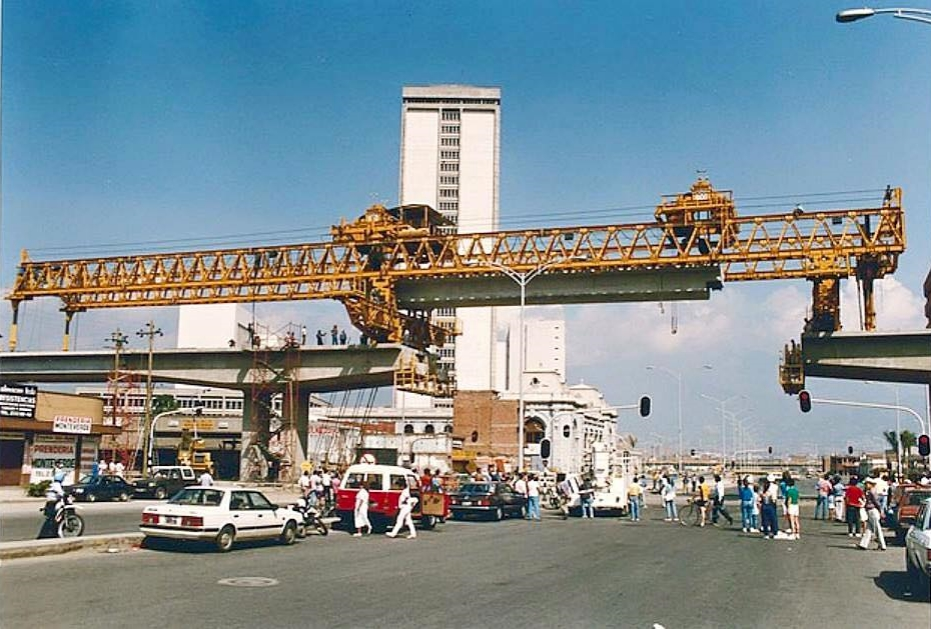
Construcción Metro de Medellín en Calle San Juan

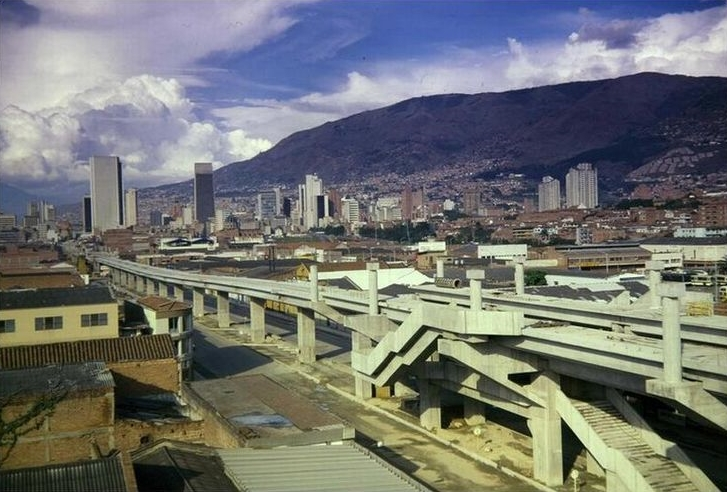
Construcción Estación Alpujarra del Metro de Medellín

Previo al inicio de contratos, los retrasos se dieron, principalmente, por el cambio en el trazado y el diseño (demora de tres meses), las investigaciones sobre el contrato realizadas por la Contraloría General de la República y la Procuraduría General de la Nación, sumado al proceso de legalización de los contratos (retardo de 12 meses). Posterior al inicio del contrato, las mayores dilaciones se generaron por el trámite y aprobación de las solicitudes de importación debido al régimen aplicado en este aspecto, que limitaba la importación buscando la protección de la industria nacional.
Adicionalmente en el valor de los contratos no se incluyeron totalmente los gastos financieros, ni los impuestos de nacionalización de bienes de capital, que aumentaron los aranceles del 9.5 % al 29.8 % del valor coste, seguro y flete a puerto de destino convenido (CIF por sus siglas en inglés) con la expedición de la Ley 75 de 1986, generando un faltante de 110 millones de dólares.
Por la imposibilidad de la empresa de poder solventar este nuevo gasto, el gobierno nacional autorizó un crédito a la ETMVA por 120 millones de dólares, ya que el monto total aprobado para el endeudamiento externo se basaba en un estimativo realizado antes de la adjudicación que no incluía este cambio en impuestos y que la banca externa no financiaba la totalidad de los costos de un proyecto.
Los valores adicionales tuvieron que ser cubiertos con los recursos para gastos locales al no existir otras fuentes, generando un desfinanciamiento para los años posteriores, que se verían aún más impactado con la obligación de comenzar a pagar las amortizaciones de dos de los créditos. Adicionalmente la revaluación de las monedas originales de los créditos frente al dólar y la devaluación del peso colombiano frente al mismo, le generaron un gran sobre costo al proyecto. El ajuste en diferencial cambiario era del 53 % de la participación del proyecto de acuerdo al Informe Financiero de 1990.
Los retrasos, en conjunto con los problemas financieros que presentaba el proyecto, llevan al consorcio a paralizar las obras en octubre de 1989, aun cuando se había llegado a un acuerdo para reestructurar el proyecto en el denominado Acuerdo de Madrid en marzo de 1989, debido a que la nación no avaló las garantías de los nuevos créditos necesarios para dar cumplimiento a lo estipulado en dicho acuerdo.
El Gobierno Nacional, en el marco de la descentralización del transporte urbano y buscando reglamentar garantías locales a sus aportes en los proyectos de transporte masivo, presenta un proyecto de ley ante el Congreso de la República. En diciembre de 1989, es aprobada la Ley de Metros (Ley 86 de 1989), permitiendo a las regiones el cobro de una sobre tasa a la gasolina y el aumento de la base gravable a las tarifas de los gravámenes de su competencia. Con base en esta ley el presidente de Colombia, representantes del Ministerio de Hacienda, del Ministerio de Obras Públicas, del DNP y de la ETMVA suscriben en diciembre de 1990 el Protocolo de Medellín y se fijan los compromisos entre la nación y la región para dar cumplimiento a la Ley de Metros y reactivar el proyecto. En este mismo año la región comienza a realizar el recaudo del 10% de la sobretasa a la gasolina en los municipios del Valle de Aburrá destinado a los compromisos con el gobierno nacional para el pago del metro.

#### Reanudación de las obras
En marzo de 1991, las partes generan el Acuerdo de Bogotá, sin embargo este no prospera. Lo que lleva a la ETMVA a declarar la caducidad administrativa del Contrato 49 en diciembre de 1991. En febrero del siguiente año las partes acuerdan la prórroga del proyecto en 36 meses, el pago anticipado de 50 millones de dólares y la intervención de unos amigables componedores para resolver las reclamaciones del consorcio, permitiendo que se revocara la declaración de caducidad en agosto de 1992 y reiniciar las obras en diciembre del mismo año. En total el metro estuvo paralizado durante 38 meses.

#### Inauguración
La primera prueba técnica del sistema se realiza el 8 de abril de 1994 en un trayecto de 11 km de la Línea A entre los talleres en Bello y la Estación Caribe. El 30 de noviembre de 1995 fue inaugurado por el presidente de la República Ernesto Samper Pizano, el alcalde de Medellín Sergio Naranjo Pérez, el gobernador de Antioquia Álvaro Uribe Vélez y el gerente de la ETMVA Alberto Valencia Ramírez, en un tramo de la Línea A, entre la estación Niquia y la estación Poblado. Posteriormente se habilita la Línea B el 28 de febrero de 1996 y finalmente entra en operación todo del sistema el 30 de septiembre de 1996.

## Ampliaciones
La planeación de las ampliaciones se inicia formalmente con la expedición del Plan de Ordenamiento Territorial del municipio de 1999, el cual establece como uno de sus objetivos «la implementación de un nuevo modelo de movilidad soportado en el metro y en un sistema complementario de mediana capacidad» y cuyas políticas estaban encaminadas a optimizar el potencial de utilización del metro, priorizar la infraestructura peatonal y articularla al sistema y desestimular el uso del vehículo particular. Adicionalmente el plan de ordenamiento territorial definió algunos corredores de transporte masivo preliminares, estableciendo como prioritarios el corredor entre la estación Hospital y el barrio Manrique y el corredor entre la estación Industriales y la comuna de Belén.
En 1999, la ETMVA, en su Plan Estratégico Corporativo, inició los primeros estudios de viabilidad técnica y financiera para corredores de transporte de mediana capacidad integrados al sistema metro, incluyendo un estudio de origen destino que realizó directamente el Metro de Medellín. Con esta información se construyó un documento preliminar denominado Metroplús, segunda fase del Metro de Medellín, que incluía los siguientes corredores de transporte masivo a desarrollarse:
- Un corredor por la Calle 107 que conecta la Estación Acevedo con el barrio Santo Domingo Savio por medio de un teleférico.
- Un corredor por la Carrera 45 y 46 que conecta la Estación Hospital con el barrio Aranjuez.
- Un corredor por la Calle 30 que conecta la Estación Industriales con la Universidad de Medellín.
- Un corredor circunvalar en el centro que conecta la Estación Prado, Estación Cisneros y la Estación Alpujarra.

En el 2000, se realizaron estudios de prefactibilidad de los corredores, estos estudios fueron presentados a la administración municipal y a los candidatos a la Alcaldía. El Plan de Desarrollo de Medellín 2001-2003 Medellín Competitiva de la alcaldía de Luis Pérez Gutiérrez incluyó estos corredores, de los cuales se adelantó el proyecto de la Calle 107. La ETMVA, en cabeza del ingeniero Luis Ramón Pérez Carrillo; inició el proceso de investigación con el cual se desarrolló la construcción del primer sistema de transporte masivo integrado de tipo teleférico en el mundo.

### Metrocable de Santo Domingo Savio

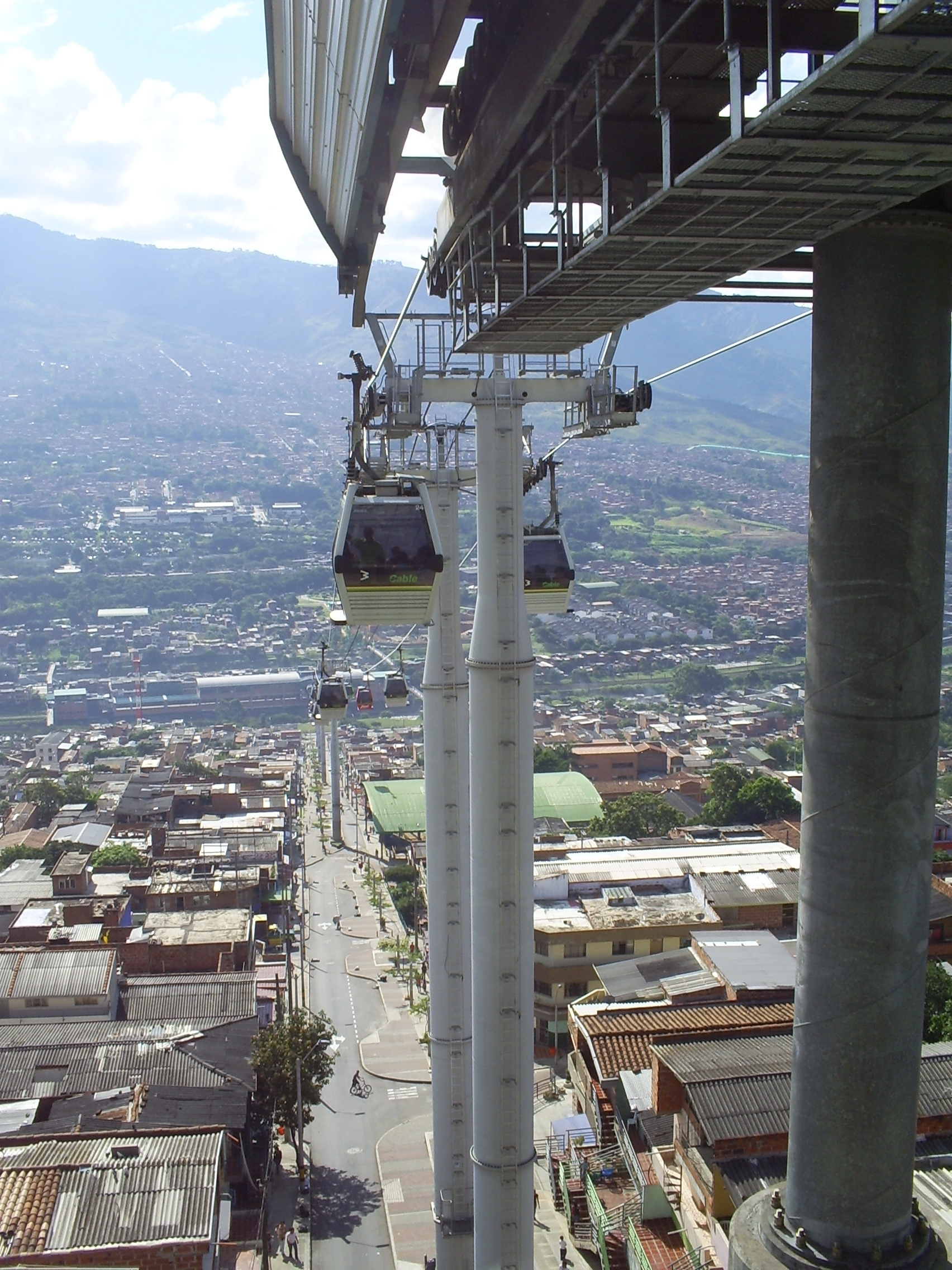
Vista del Metrocable atravesando la Calle 107 en Medellín

Partiendo de estudios anteriores y del apoyo político al proyecto, la ETMVA contrata el modelamiento de la demanda del corredor con la firma mexicana Cal & Mayor, dando como resultado un potencial de 27 000 usuarios. El 1 de agosto de 2002, se firma el Convenio Interadministrativo N.º 108 Proyecto Metrocable - Corredor de transporte con sistema de cable (telecabinas) de la Calle 107 entre la ETMVA y el municipio de Medellín, por medio del cual, se comprometieron a aportar los recursos para el desarrollo de la obra, adicionalmente el convenio delegaba en la ETMVA la responsabilidad y planeación del proyecto.
La prefactibilidad del proyecto fue realizada por la EMTVA en conjunto con la Promotora de Proyectos. La etapa de factibilidad técnica, estudios y diseños, fue adelantada por el consorcio conformado por las firmas francesas Alpes Etudes y E.R.I.C., en conjunto con la firma colombiana Pablo Emilio Bocarejo Ingenieros Constructores. La construcción fue adjudicada en febrero de 2003 a la Unión Temporal Telecabinas Medellín conformada por las firmas Pomagalski S.A., Conconcreto S.A. y Termotécnica Coindustrial S.A.
El 11 de abril de 2003, se firma el acta de inicio del Metrocable de Santo Domingo que se establecería como la Línea K del SITVA. Luego de 16 meses de obra y pruebas del sistema, se inaugura el Metrocable el día 7 de agosto de 2004. El valor del proyecto fue de 23 millones de dólares estadounidenses, aportados en un 55 % por la Alcaldía de Medellín y 45 % por la Empresa de Transporte Masivo de Medellín Ltda - Metro de Medellín Ltda.

#### Ubicación

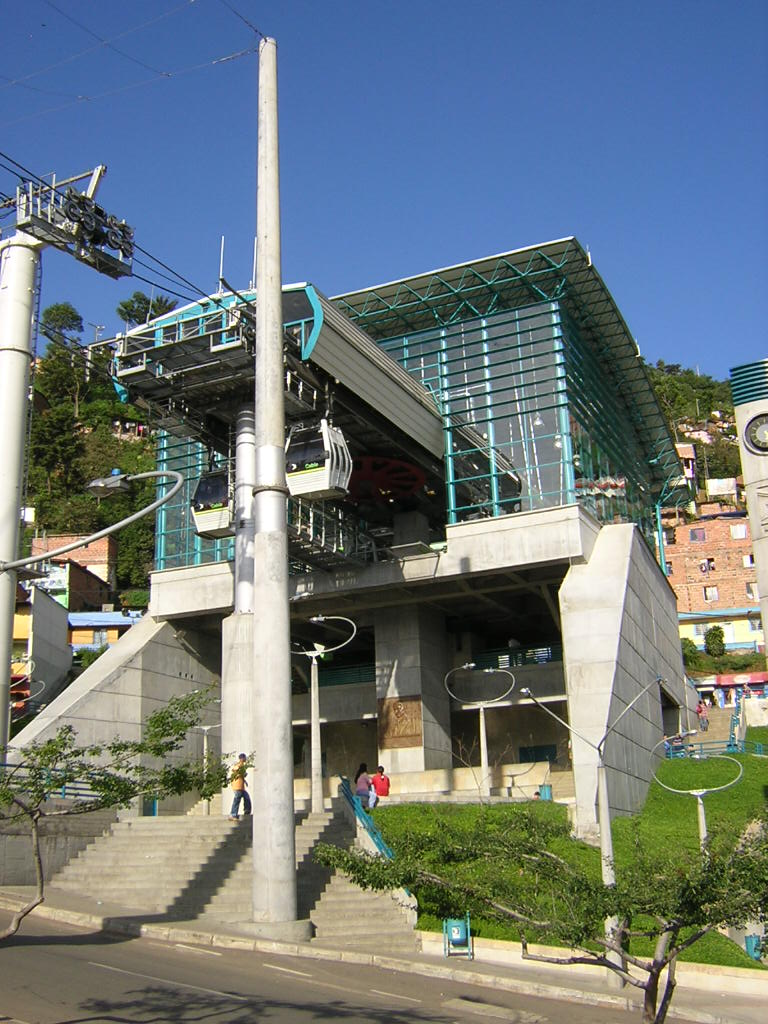
Estación Santo Domingo Savio

El recorrido del sistema atraviesa las comunas Popular y Santa Cruz al nororiente del municipio de Medellín, con una zona de influencia directa en los barrios Andalucía, Villa del Socorro, La Francia, Villa Niza, Granizal, Nuevo Horizonte, Popular 1, Popular 2 y Santo Domingo, e indirectamente en los barrios El Playón, La Frontera, La Isla, Santa Cruz, Moscú 1, Moscú 2, La Rosa,Villa Guadalupe, San Pablo, La Esperanza 2, El Compromiso, La Avanzada y Santo Domingo 2, un territorio equivalente a 158 hectáreas con más de 380 000 habitantes.

#### Especificaciones técnicas
La tecnología utilizada en el teleférico fue del tipo góndola monocable desenganchable (MGD). Su recorrido es de 2072 m lineales y supera un desnivel de 399 m de altura. La pendiente promedio del trazado es del 20 % y la pendiente máxima es del 49 %. Cuenta con 20 pilonas de sostenimiento con una altura variable entre los 33.5 metros y los 10.5 m. Su capacidad máxima de diseño es de 3000 pasajeros hora sentido, a una velocidad comercial de 18 km/h, con una distancia de 60 m y frecuencia de 12 segundos entre cabinas. El sistema cuenta en la actualidad con 93 cabinas de la línea Diamante hechas en aluminio con iluminación interna e intercomunicación, con una capacidad para 10 pasajeros (ocho sentados y dos de pie).

#### Estaciones
Cuenta con cuatro estaciones, dos de ellas con integración a otras líneas y todas elevadas. Sirve directamente a la comuna de Castilla con una estación, a la comuna de Santa Cruz con una estación y la comuna de Popular con dos estaciones. Inicia la estación Acevedo del Metro de Medellín donde se construyó un segundo nivel sobre la vía férrea y las plataformas de espera del metro, en este se encuentran la vía y garaje de telecabinas, los montajes electromecánicos y la estación motriz, adicionalmente se adecuaron zonas de espera para el acceso al cable y conexiones con la plataforma férrea. Su trazado continúa por las estaciones intermedias de Andalucía y Popular, ubicadas en los barrios homónimos, para finalizar en la estación de retorno Santo Domingo Savio en el barrio Santo Domingo Savio n.º 1, de la comuna Popular.

### Metrocable de Nuevo Occidente
Gracias a la experiencia técnica y social obtenida en la construcción de la Línea K, la ETMVA lideró, en conjunto con la Alcaldía, la construcción de un nuevo cable aéreo para la zona centro occidental de la ciudad denominado Cable Nuevo Occidente. Esencialmente se buscó llevar un sistema de transporte masivo hacia el mayor suelo de expansión de la ciudad que determinó el Plan de ordenamiento territorial en 1999 y dar una solución de movilidad para unas 8000 viviendas aproximadamente que se desarrollarían en la zona.
El 10 de octubre de 2006, inicia el segundo proyecto de extensión del metro, consistente en la construcción de una línea de transporte masivo de mediana capacidad, tipo teleférico, integrada directamente con el sistema metro en la Línea B. El valor del proyecto fue de COP96 900 000 000 (noventa y seis mil novecientos millones de pesos colombianos), aportados en un 73 % por la Alcaldía de Medellín y en un 27 % por el Metro de Medellín.
La Línea J, es una línea de teleférico utilizada como sistema de transporte masivo, integrada de forma física y tarifaría con la estación San Javier de la Línea B del metro, cuyo recorrido atraviesa las comunas de San Javier y Robledo. Posee una longitud de 2.7 km, cuenta con 3 estaciones y 119 telecabinas. Su capacidad máxima es de 3000 pasajeros hora sentido, con una frecuencia de 12 segundos entre telecabinas, una velocidad comercial de 18 km/h y un tiempo de recorrido de 12 minutos.

### Metrocable parque Arví
La Línea L del SITVA es una línea de teleférico utilizada con fines turísticos, integrada de forma física con la estación Santo Domingo Savio de la Línea K, que atraviesa la comuna número 1 Popular y el corregimiento de Santa Elena. Posee una longitud de 4.6 km., cuenta con dos estaciones y 55 telecabinas. Su capacidad máxima es de 1200 pasajeros hora sentido, con una frecuencia de 14 segundos entre telecabinas y una velocidad comercial de 18 km/h y un tiempo de recorrido de 15 minutos.

### Corredor verde de Ayacucho

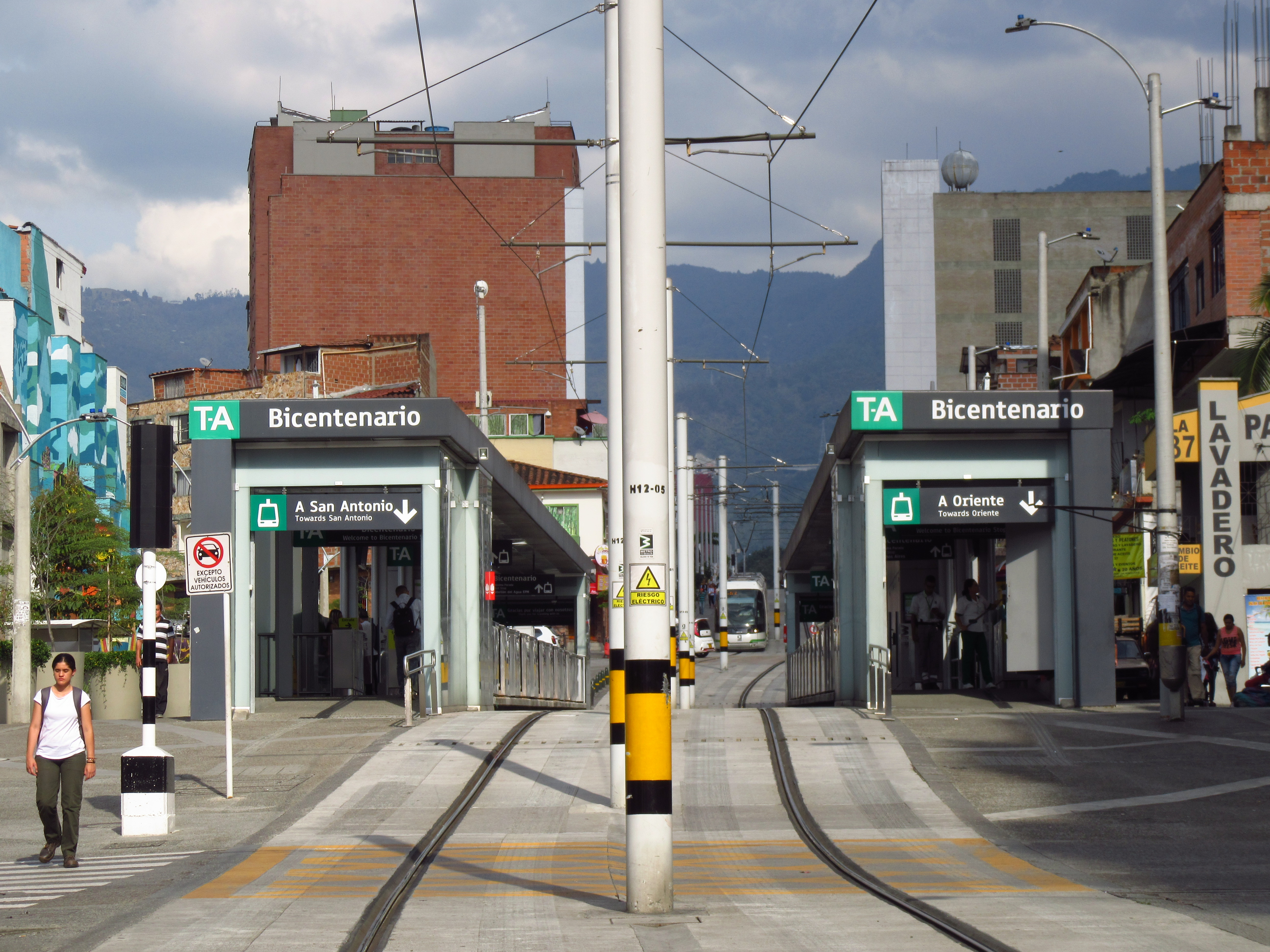
La estación Bicentenario de la Línea T-A del Tranvía de Ayacucho conecta la estación de transferencia de metro de San Antonio con la Línea H de teleférico.

La Línea H es una línea de teleférico inaugurada el 17 de diciembre de 2016. Está integrada de forma física y tarifaría con la estación Miraflores de la Línea T-A del Tranvía de Ayacucho, cuyo recorrido atraviesa las comunas números 9 Buenos Aires y 8 Villa Hermosa. Mide 1.4 km, cuenta con tres estaciones y 44 telecabinas. Su capacidad máxima es de 1800 pasajeros hora sentido, con una frecuencia de 13 segundos entre telecabinas, una velocidad comercial de 18 km/h y un tiempo de recorrido de 5 minutos.
La Línea M es una línea de teleférico utilizada como sistema de transporte masivo, integrada de forma física y tarifaría con la estación Oriente de la Línea T-A del Tranvía de Ayacucho, cuyo recorrido atraviesa las comunas n.º 9 Buenos Aires y n.º 8 Villa Hermosa. Mide 1.05 km, cuenta con 3 estaciones y 51 telecabinas. Su capacidad máxima es de 2500 pasajeros hora sentido, con una frecuencia de 9 segundos entre telecabinas, una velocidad comercial de 18 km/h y un tiempo de recorrido de 4 minutos.

### Metroplús
Metroplús es un sistema de autobús de tránsito rápido de mediana capacidad que sirve a la ciudad de Medellín y al Valle de Aburrá en Antioquia, Colombia. El Municipio de Medellín y la Empresa de Transporte Masivo del Valle de Aburrá Ltda. - Metro de Medellín Ltda. son sus accionistas mayoritarios y su operación está a cargo de la Empresa de Transporte Masivo del Valle de Aburrá (ETMVA).
Está compuesto por dos línea de autobuses con una longitud total de 26 km. y dos cuencas de alimentación con 35 rutas. La Línea 1 es un corredor troncal, totalmente segregado del tráfico vehicular y la Línea 2 es un corredor pretroncal que comparte gran parte del trazado con la Línea 1.
Cuenta con 27 estaciones, todas adaptadas para facilitar el ingreso a personas de movilidad reducida y cinco de ellas con integración a otros sistemas. Actualmente está en construcción su tercera línea en los municipios de Medellín, Envigado e Itagüí.

### Tranvía
La Línea T  o Tranvía de Ayacucho (anteriormente conocida como Línea T-A) del SITVA, es una línea de tranvía, con tecnología Translohr, utilizada como sistema de transporte masivo de mediana capacidad. Esta fue inaugurada el 15 de octubre de 2015 y la operación comercial comenzaría el 30 de noviembre, siendo finalmente iniciada su operación comercial el 31 de marzo de 2016. Posee una capacidad máxima de 5400 pasajeros hora sentido, una flota de 12 tranvías, un tiempo de recorrido de 17 minutos y 30 segundos, con una frecuencia máxima de 5 minutos y 30 segundos entre tranvías y una velocidad promedio de 30 kilómetros por hora.
Cuenta con tres estaciones y seis paradas, cuatro con integración a otras líneas y todas a nivel. Sirve directamente a la comuna de La Candelaria con una estación y tres paradas, y a la comuna de Buenos Aires con dos estaciones y tres paradas.
El proyecto Metro de Medellín fue planteado a cinco años y finalmente se terminó en 12 años. El 14 de diciembre de 1982, el Consejo Nacional de Política Económica y Social (CONPES) había aprobado el cupo de endeudamiento del metro hasta por US$656 300 000 (seiscientos cincuenta y seis millones trescientos mil dólares), sobre un costo estimado de US$1 009 000 000 (mil nueve millones de dólares).
Al finalizar la construcción de las tres primeras líneas (dos comerciales y una de enlace) del sistema de transporte masivo, en 1997, el costo final fue de $2 174 000 000 (dos mil ciento setenta y cuatro millones de dólares), que incluyen el contrato de obra, los gastos financieros, los costos de intereses de mora y la inversión social.

## Deuda pública
Diversos problemas en su construcción y financiación obligaron a la ciudad, entre otras medidas, a pignorar su renta por gasolina y tabaco durante más de 80 años (hasta 2087).

### Pago de la deuda
El total de la deuda adquirida por la región, para la construcción del metro, se está pagando bajo la figura de la Ley de Metros, donde el 60 % son aportes del Departamento de Antioquia y el Municipio de Medellín, y el restante 40 % de la nación.
En 2004, el ministro de Hacienda Alberto Carrasquilla, el alcalde de Medellín Sergio Fajardo Valderrama, el gobernador de Antioquia, Aníbal Gaviria Correa, y el gerente del metro, Ramiro Márquez Ramírez, firmaron un acuerdo definitivo para la cancelación de dicha deuda. Este arreglo le permite a los propios antioqueños pagar el metro, cuya construcción se inició en 1985.
Los socios de la empresa Metro (Medellín y Antioquia) asumen el 60 % de la deuda total, conforme a la Ley de Metros, que estaba tasada en US$1 256 000 000 (mil doscientos cincuenta y seis millones de dólares) de dineros ya cancelados por el Estado a los acreedores, y US$335 000 000 (trescientos treinta y cinco millones de dólares) más que faltan por pagar, para un total de US$1 591 000 000 (mil quinientos noventa y un millones de dólares) que se pasan a pesos colombianos, conforme con la tasa representativa del mercado del 21 de mayo de 2004 ($2759 pesos colombianos por un dólar estadounidense).
De esta manera, el Metro de Medellín reconoce como obligación a su cargo y a favor de la nación el pago de US$1 256 000 000 (mil doscientos cincuenta y seis millones de dólares), que corresponden a la deuda pagada, y US$335 000 000 (trescientos treinta y cinco millones de dólares) que corresponden a la deuda por pagar.
Una parte de la deuda del metro se mantiene en moneda extranjera, y suma cerca de US$360 000 000 (capital más intereses). Para el pago de esta partida, todavía se cuenta con un plazo de 10 años. Antioquia, Medellín y la empresa Metro de Medellín Ltda. vienen honrando cumplidamente su deuda con la nación y la banca externa.
En el acuerdo de pago también quedó definido que la deuda que la región tiene con la nación estará respaldada por las rentas pignoradas tanto por el departamento de Antioquia (correspondientes al 40 % de sus rentas de tabaco) como por otras rentas de todos los municipios del área de influencia del sistema (correspondientes al 10 % de la sobretasa a la gasolina).
Las rentas pactadas, la de la sobretasa a la gasolina (municipal) y la del impuesto al cigarrillo (departamental), honra su deuda con la nación y desde mayo de 2004 hasta el 31 de diciembre de 2012, había girado COP$836 898 000 000 (ochocientos treinta y seis mil ochocientos noventa y ocho millones de pesos), frente a compromisos que ascendían a COP$583 000 000 000 (quinientos ochenta y tres mil millones de pesos), lo que representó un mayor pago (prepago) por COP$253 898 000 000 (doscientos cincuenta y tres mil ochocientos noventa y ocho millones). En total, el Metro de Medellín y sus socios (Medellín y Antioquia), por concepto de la construcción del metro, le han girado a la nación desde 1990 y hasta 2013, US$1 033 000 000 (mil treinta y tres millones de dólares). Así, el cumplimiento del acuerdo de pago de la empresa Metro y sus socios, ha sido desde su inicio y hasta 2012 del 138 %. En 2013, la deuda estaba calculada en COP$5 300 000 000 (US$2 600 000 000).
El acuerdo se logró además gracias a que las Empresas Públicas de Medellín (EPM) y el municipio de Medellín desistieron de una demanda que tenían contra ISA-Isagen, por valor de COP$650 000 millones, por el uso de las aguas del embalse El Peñol-Guatapé (Oriente Antioqueño), en la cadena de aguas y embalses de Puerto Nare-Guatapé.
La cancelación de la deuda con la nación (deuda interna en pesos colombianos) está asegurada con el mencionado Acuerdo de Pago. Se terminaría de pagar en 2083, ya que mundialmente la financiación de estos sistemas masivos de transporte se difiere aproximadamente hasta la vida útil del mismo, sin embargo el buen comportamiento del pago hasta ahora, ha hecho proyectar su cancelación total al año 2057. Las capitalizaciones de los socios (Municipio de Medellín y Departamento de Antioquia) se han cumplido en un 100 % desde la firma del Acuerdo de Pago. La deuda por pagar a la banca externa (deuda externa en dólares) se terminará de cancelar en 2024.
De esta manera se resuelve, al parecer de manera definitiva, un problema que comprometía las finanzas regionales, mismo que no habían podido dirimir los últimos cuatro gobiernos nacional y local.
La Línea A y Línea B del metro, además de la vía adicional de servicio y mantenimiento llamada Línea C, costaron US$2 174 000 000 (dos mil ciento setenta y cuatro millones de dólares), de los cuales US$1 009 000 000 (mil nueve millones de dólares) corresponden al valor real de la obra y el resto a sobrecostos financieros causados, principalmente, por el retraso de 7  años que tuvo su construcción —incluyendo la parálisis de la obra entre 1989 y 1992—, por la falta de créditos blandos y por la actitud hostil del gobierno del expresidente Virgilio Barco (1986-1990).

## Flujo de pasajeros
| Año  |             |            |           |           |           |         |   |            |            |           | Total       |
| ---- | ----------- | ---------- | --------- | --------- | --------- | ------- | - | ---------- | ---------- | --------- | ----------- |
| 2000 | 78.876.202  | 15.225.350 | -         | -         | -         | -       | - | -          | -          | -         | 94.101.552  |
| 2001 | 81.143.870  | 15.853.385 | -         | -         | -         | -       | - | -          | -          | -         | 96.997.255  |
| 2002 | 81.260.232  | 15.876.119 | -         | -         | -         | -       | - | -          | -          | -         | 97.136.351  |
| 2003 | 91.628.692  | 15.939.685 | -         | -         | -         | -       | - | -          | -          | -         | 107.568.377 |
| 2004 | 101.412.024 | 16.936.796 | -         | 2.208.660 | -         | -       | - | -          | -          | -         | 120.557.480 |
| 2005 | 99.668.593  | 17.612.868 | -         | 5.234.458 | -         | -       | - | -          | -          | -         | 122.515.919 |
| 2006 | 102.384.333 | 17.994.997 | -         | 5.528.091 | -         | -       | - | -          | -          | -         | 125.907.421 |
| 2007 | 114.055.076 | 19.928.420 | -         | 5.926.799 | -         | -       | - | -          | -          | -         | 139.910.295 |
| 2008 | 125.336.225 | 21.558.681 | 1.873.384 | 6.128.661 | -         | -       | - | -          | -          | -         | 154.896.951 |
| 2009 | 119.565.053 | 20.810.193 | 2.415.877 | 5.836.729 | -         | -       | - | -          | -          | -         | 148.627.852 |
| 2010 | 127.265.889 | 22.373.509 | 2.630.454 | 6.141.320 | 838.040   | -       | - | -          | -          | -         | 159.249.212 |
| 2011 | 136.168.219 | 23.581.004 | 2.895.519 | 6.070.635 | 943.294   | -       | - | -          | 146.265    | -         | 169.804.936 |
| 2012 | 138.580.511 | 24.176.255 | 3.169.729 | 6.330.713 | 937.212   | -       | - | -          | 10.211.733 | -         | 183.406.153 |
| 2013 | 149.694.681 | 25.411.162 | 3.798.984 | 6.600.096 | 850.903   | -       | - | -          | 15.173.099 | 1.161.097 | 202.690.022 |
| 2014 | 156.126.317 | 26.833.094 | 4.370.053 | 6.846.111 | 804.460   | -       | - | -          | 21.095.383 | 4.289.445 | 220.364.863 |
| 2015 | 172.794.304 | 29.048.520 | 4.621.941 | 7.259.560 | 954.315   | -       | - | -          | 22.191.189 | 4.010.227 | 240.885.056 |
| 2016 | 176.736.052 | 30.196.935 | 4.748.409 | 7.343.343 | 1.017.253 | 19.264  | - | 3.506.339  | 23.174.906 | 3.955.815 | 227.523.410 |
| 2017 | 206.435.525 | 32.073.979 | 5.006.021 | 7.438.189 | 1.002.630 | 674.747 | - | 11.320.226 | 37.054.955 | 4.747.280 | 305.753.552 |

## Premios y reconocimientos

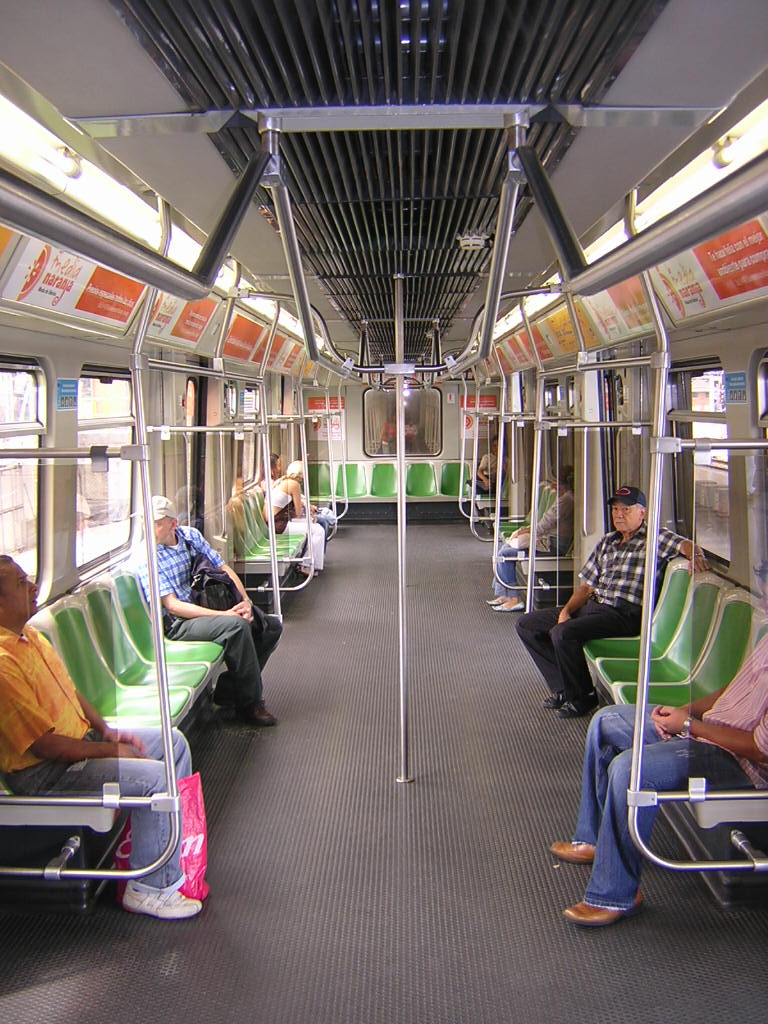
Interior de uno de los coches del metro

En 2007, el metro fue invitado especial al 1.er Congreso Internacional de Seguridad Integral en Ferrocarriles Metropolitanos realizado en Madrid, España, con presencia de trescientos especialistas de 17 países, pues los organizadores del certamen querían conocer de primera mano el sistema de seguridad implementado por el Metro de Medellín, el cual goza de un buen nombre entre los metros de Latinoamérica.
Duff & Phelps de Colombia S.A. asignó en 2008, por tercer año consecutivo, la calificación "A+" (A más) a la deuda corporativa de la Empresa de Transporte Masivo del Valle de Aburrá (ETMVA)-Metro de Medellín Ltda. Además, el Banco Mundial ha reconocido al Metro de Medellín por sus balances positivos, que desde 2001 han crecido significativamente.
La calificación asignada por Duff & Phelps a la Empresa de Transporte Masivo del Valle de Aburrá Limitada, se fundamenta en su consolidación operativa, en la capacidad para generar recursos financieros y en el respaldo financiero de sus accionistas, el Departamento de Antioquia y el Municipio de Medellín, que se encuentran calificados por Duff & Phelps con la calificación AAA (triple A).
En criterio de la calificadora, el hecho de que durante los últimos años la empresa haya sido capaz de mantener una generación de caja cercana a los $37 000 000 000 (treinta y siete mil millones) en promedio anual, durante los últimos años, se constituye en un respaldo sólido para la prestación actual del servicio.
Por otra parte, la calificación resalta que el metro es una empresa de carácter regional, pero su importancia en el ámbito nacional ha hecho que su gestión esté siendo evaluada de manera casi permanente por diferentes agentes externos a la misma y, a través del tiempo, se ha evidenciado continuidad, transparencia y eficiencia en la contratación y el manejo de sus recursos.
También destaca cómo la Empresa se ha preocupado tanto por establecer el Código de Buen Gobierno, como por compartirlo con todos sus empleados, facilitando así la transparencia de las relaciones internas y de la empresa en general con agentes externos.
Finalmente, al analizar la estrategia del metro, Duff & Phelps resalta como imprescindible el balance social, el cual tiene como objetivo generar una mejor calidad de vida en la población de influencia. En este sentido, destaca que la empresa se ha preocupado por invertir recursos en medios facilitadores para que las personas de movilidad reducida puedan acceder al sistema, para lo cual ha tenido en cuenta que hoy en día todas las estaciones cuentan con plataformas inclinadas o con ascensores, lo que además ubica al metro en una buena posición competitiva frente a los metros del mundo.

### Bibliográficas
- Bravo Betancur, José María; Ramírez Martínez, Evelio; Restrepo Restrepo, Socorro Inés (2005). 330 años de historia de Medellín - Pasado, presente y futuro. Medellín: Academia Antioqueña de Historia.
- González, Juan Álvaro. Tejido social de los metrocables. Una historia pionera en Medellín de movilidad ambientalmente sostenible y socialmente incluyente. Metro de Medellín. p. 24. Consultado el 14 de septiembre de 2017.